# Provence calcaire
La Provence calcaire est, avec la Provence cristalline, l'une des deux régions géologiques, localisées au sud d'une ligne formée par la Durance et le Verdon et appartenant à la chaîne pyrénéo-provençale, de la Provence historique. 
Située à l'ouest de la Provence cristalline dont elle est séparée par la dépression permienne s'étendant de Toulon à Saint-Raphaël, la Provence calcaire est elle-même formée par deux régions aux profils et aux tonalités bien différenciés.  
La partie méridionale présente le relief accusé et l'éclat du blanc des calcaires urgoniens dans les calanques de Marseille ou les falaises de Cassis plongeant dans la Méditerranée et dans les crêtes du Jurassique et du Crétacé inférieur du massif de la Sainte-Baume ou de la montagne Sainte-Victoire. 
Le relief de la partie septentrionale est plus paisible avec de faibles élévations calcaires du Jurassique portant des bois de pins et des dépressions du Crétacé supérieur et de l'Éocène aux tonalités rouges recevant des terres cultivées. Les deux parties de la Provence calcaire sont partagées entre les départements des Bouches-du-Rhône et du Var. 